# Dean Delannoit
Dean Delannoit (Geraardsbergen, 27 januari 1989), bekend onder de artiestennaam Dean, is een Vlaams zanger en presentator. Hij is een achterneef van de bokser Cyriel Delannoit.

## Biografie
Dean brak door in 2007 dankzij het winnen van het entertainment-programma Idool. Hij bracht in juni 2007 zijn debuutsingle So many ways uit en scoorde daarmee een grote hit in de Vlaamse hitlijsten. Zijn gelijknamige debuutalbum bereikte in de Vlaamse albumlijst de nummer 1-positie. In het najaar van 2007 werd Dean ook winnaar van de VTM-wedstrijd Sterren Op Het IJs.
In 2009 begon Dean op te treden met zijn eigen liveband. Deze bestond uit Pieter Goossens (toetsen), Koen Muylaert (leadgitaar), Sam Wyns (drums) en Jochen de Smaele (basgitaar).
In 2010 werd hij presentator op Disney Channel, waar hij onder andere het programma My Camp Rock presenteerde, samen met Sita Vermeulen. In de zomer van 2011 nam Dean ook alle presentaties van de zomertoeren van de familiezender Anne op zich, samen met Gene Thomas. Hij kreeg op deze zender ook een eigen tv-programma, Knuffeltijd. In 2012 nam Dean samen met zijn collega-presentatoren, waaronder Udo Mechels en Noa Neal, onder de naam A-Stars een kerstsingle op: De allermooiste tijd van het jaar.
Tussen 2012 en 2014 was Dean, samen met Kevin Kayirangwa en Dennis De Neyer, lid van de jongensgroep 3M8S. Zij brachten in 2012 het album Growing up in public uit. Hierna startte Dean opnieuw een solocarrière, met Nederlandstalig repertoire. In 2017 vierde hij zijn tienjarig artiestenjubileum.
In 2024 nam hij deel aan Sing Again op VTM.

## Discografie

### Albums
| Album met hitnotering(en) in de Vlaamse Ultratop 200 albums | Datum van verschijnen | Datum van binnenkomst | Hoogste positie | Aantal weken | Opmerkingen |
| ----------------------------------------------------------- | --------------------- | --------------------- | --------------- | ------------ | ----------- |
| So many ways                                                | 23-07-2007            | 28-07-2007            | 1(2wk)          | 11           | Goud        |

### Singles
| Single met hitnotering(en) in de Vlaamse Ultratop 50 | Datum van verschijnen | Datum van binnenkomst | Hoogste positie | Aantal weken | Opmerkingen                                  |
| ---------------------------------------------------- | --------------------- | --------------------- | --------------- | ------------ | -------------------------------------------- |
| So many ways                                         | 01-06-2007            | 09-06-2007            | 2               | 15           | Nr. 1 in de Radio 2 Top 30 / Goud            |
| Blue hotel                                           | 2007                  | 15-09-2007            | tip16           | -            |                                              |
| We don't belong                                      | 23-06-2008            | 05-07-2008            | 17              | 10           | Nr. 9 in de Radio 2 Top 30                   |
| You                                                  | 20-10-2008            | 01-11-2008            | 41              | 1            | Nr. 10 in de Radio 2 Top 30                  |
| Wouldn't change a thing                              | 02-08-2010            | 21-08-2010            | tip26           | -            | met Sita / Soundtrack Camp Rock 2            |
| All I can see                                        | 2011                  | 15-01-2011            | tip24           | -            |                                              |
| Just a few more days                                 | 28-03-2011            | 30-04-2011            | tip39           | -            |                                              |
| Easier said than done                                | 01-08-2011            | 20-08-2011            | tip16           | -            | Nr. 25 in de Radio 2 Top 30                  |
| Break your fall                                      | 07-11-2011            | 19-11-2011            | tip24           | -            |                                              |
| De allermooiste tijd van het jaar                    | 14-12-2012            | 22-12-2012            | tip86           | -            | als A-Stars                                  |
| Lama                                                 | 24-04-2015            | 02-05-2015            | tip59           | -            | Nr. 31 in de Vlaamse Top 50                  |
| Zonder betekenis                                     | 11-09-2015            | 10-10-2015            | tip67           | -            | Nr. 34 in de Vlaamse Top 50                  |
| Blijf bij mij                                        | 21-12-2015            | 02-01-2016            | tip             | -            | Nr. 21 in de Vlaamse Top 50                  |
| Ik heb je wel door                                   | 16-05-2016            | 04-06-2016            | tip22           | -            | Nr. 12 in de Vlaamse Top 50                  |
| Déjà vu                                              | 31-10-2016            | 21-01-2017            | 47              | 2            | Nr. 4 in de Vlaamse Top 50                   |
| Milf                                                 | 24-03-2017            | 01-04-2017            | tip20           | -            | Nr. 16 in de Vlaamse Top 50                  |
| Sta op                                               | 30-06-2017            | 08-07-2017            | tip4            | -            | Nr. 4 in de Vlaamse Top 50                   |
| Klatergoud                                           | 20-10-2017            | 04-11-2017            | tip14           | -            | Nr. 10 in de Vlaamse Top 50                  |
| Koorts                                               | 02-03-2018            | 10-03-2018            | tip18           | -            | Nr. 9 in de Vlaamse Top 50                   |
| Kristal                                              | 06-07-2018            | 14-07-2018            | tip7            | -            | Nr. 7 in de Vlaamse Top 50                   |
| Ik wil het                                           | 10-05-2019            | 18-05-2019            | tip7            | -            | Nr. 9 in de Vlaamse Top 50                   |
| Ik blijf in jou geloven                              | 23-12-2019            | 11-01-2020            | tip             | -            | Nr. 40 in de Vlaamse Top 50                  |
| Enkel zon                                            | 12-06-2020            | 27-06-2020            | tip39           | -            | Nr. 23 in de Vlaamse Top 50                  |
| Horizon                                              | 2021                  | 08-05-2021            | tip3            | -            | met Nina Butera / Nr. 7 in de Vlaamse Top 50 |